# TMK 2100
ТМК 2100 је тип зглобног трамваја којега је од 1994. до 2003. производила фирма Кончар.
1994. је направљен прототип, а каснија производња се одвијала у три серије по 5 комада од 1997. до 2003. Рађени су једино за Загреб. Свих 16 возила овог типа је још у употреби.
Овај трамвај је био кључан за скупљање искустава, како би се касније направио трамвај ТМК 2200.

## Bиди још
- Загребачки трамвај